# 김도향
김도향(1945년 5월 3일~)은 대한민국의 가수, 싱어송라이터, 배우 겸 기업인이다.

## 학력
- 1964년 경기고등학교 졸업
- 1971년 중앙대학교 연극영화학과 학사

## 대표작

### 음반
- Breath
- Everybody
- 성적을 올리기 위한 CD
- 밤의 찬가

### OST
- 이장호의 외인구단 OST
- 아기공룡 둘리 OST[3]

### 도서
- 희망의 숲(2005년)
- 국민 여러분, 조입시다!(2006년)
- 마음으로 만나는 태교(2007년)

## 출연작

### 텔레비전 프로그램
- EBS 행복의 오솔길 (EBS)
- MBC 안녕, 프란체스카
- iTV 김도향의 굿나잇쇼
- iTV 김도향, 송채환의 기분좋은 아침
- KBS 한국재발견
- 2018년 MBC 미스터리 음악쇼 복면가왕 황금독 밀리어네어 (참가자)

### 라디오 프로그램
- 2016년 4월 18일 ~ 2020년 8월 15일 - cpbc FM 명동연가

### 드라마
- 2007년 MBC 아현동마님 경부선 역
- 2008년 크크섬의 비밀 (MBC) 사학과 교수 역

### 영화
- 《마음은 푸른 하늘》 (1973년)
- 《연애의 기술》 (2013년) - 점성술사 역

### CF
- 1984년 농심 농심 사발면
- 1985년 도투락 도투락 만두 (김도향 씨의 가족과 함께 출연)
- 1985년 도투락 도투리나
- 2004년 해태제과 트위스트 킹

### 뮤지컬
- 햄릿

## 주요 경력
- 서울 오디오 대표이사 CEO 사장

## 인간 관계
- 가수 조영남, 가수 윤형주, 방송인 이상벽과 사적 친분이 두텁기도 하다.